# Колледж Люси Кавендиш (Кембридж)
Колледж Люси Кавендиш (англ. Lucy Cavendish College) — один из колледжей Кембриджского университета, который принимает к обучению только людей с высшим образованием (магистратура и аспирантура) в возрасте от 21 года. 
Колледж является одним из трёх университетских колледжей во всей Англии, и только в Кембриджском университете (наряду с Ньюнэм и Мюррей Эдвардс), где к обучению принимаются только женщины (студенты и стипендиаты).  
Свой название колледж получил в честь Люси Кавендиш (1841–1925), которая после того, как убили её мужа, лорда Фредерика Кавендиша, проводила кампанию за реформу образования женщин. Студентов колледжа называют люцианцами (англ. Lucians).

## История
Колледж был основан в 1965 году женщинами-учёными Кембриджского университета, которые считали, что университет предлагает слишком мало и ограниченные возможности для женщин, как студенток, так и учёных и преподавателей. На тот момент в Кембридже было всего два колледжа для женщин (Гёртон и Ньюнэм), что было недостаточным для растущего числа женщин-преподавателей университета. В 1966 году после признания Коллегиальным сообществом колледж приветствовал своего первого студента. 

## Знаменитые преподаватели и учёные
- Хильда Эллис-Дэвидсон (1914—2006), преподаватель с 1971 года, в 1974 году была избрана действительным членом, а в 1975—1980 годы была вице-президентом колледжа[7].

Колледж Люси Кавендиш
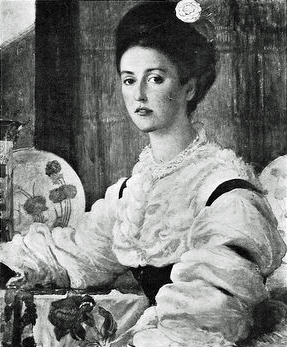
Люси Кавендиш
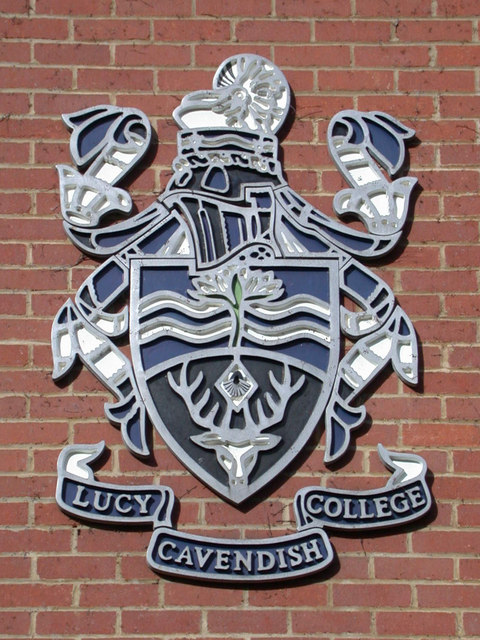
Герб
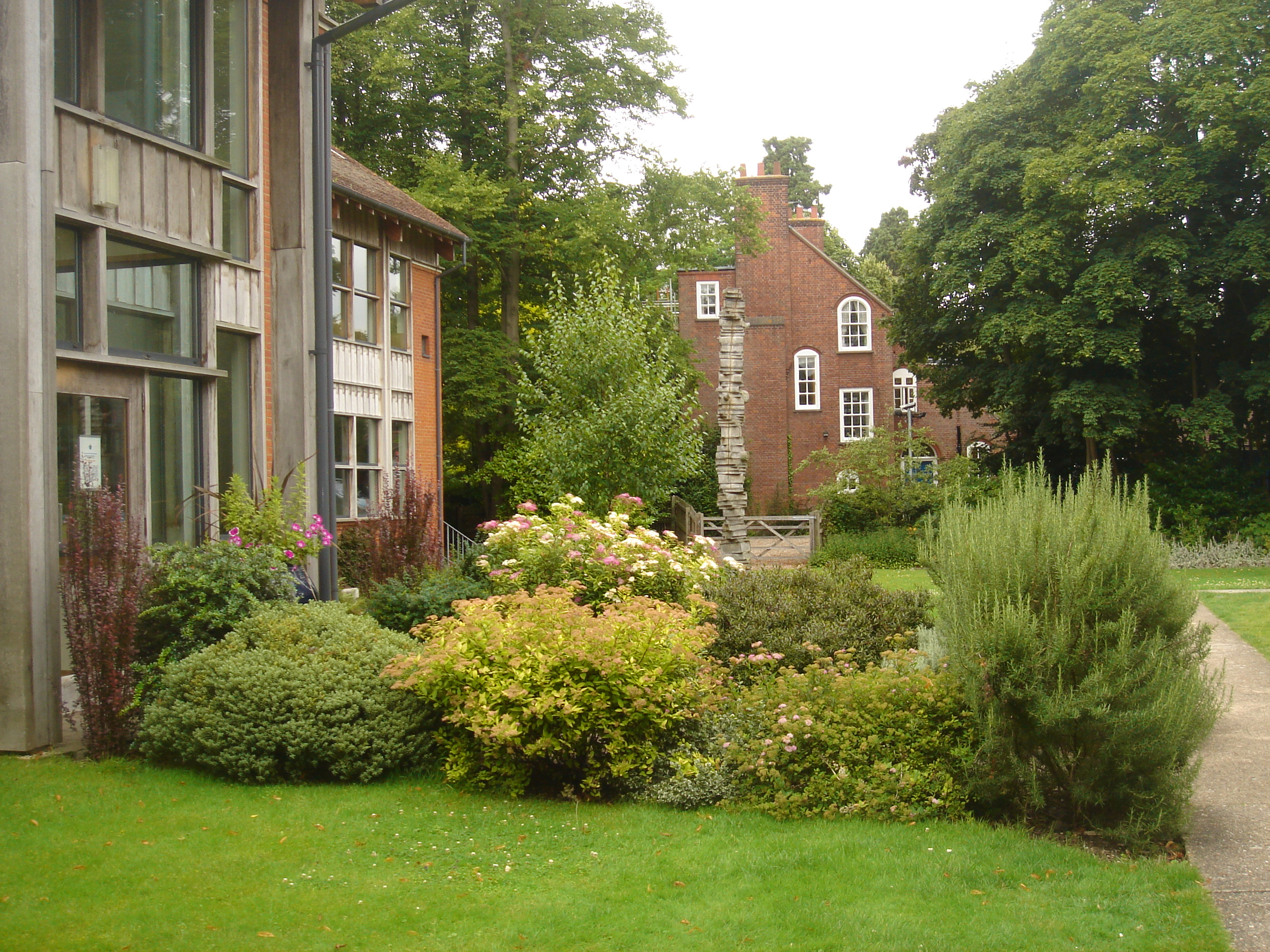
Библиотека и дом президента на заднем плане
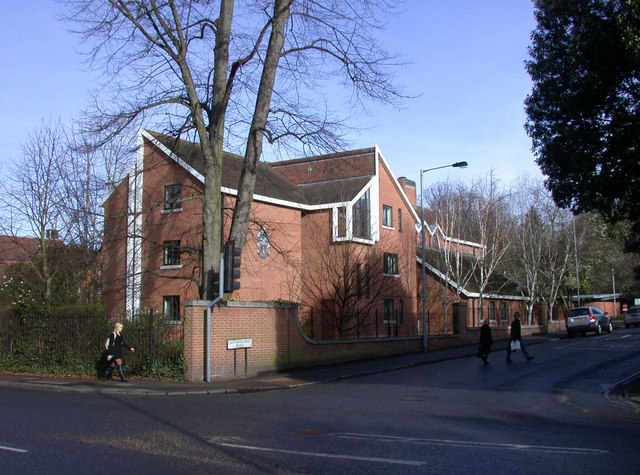